# Alexandru Mocsonyi
Alexandru Mocsonyi (Mocioni, de Mocioni), foeni Mocsonyi Sándor (magyaros névalak); Pest, 1841. november 4. – Birkis, 1909. április 1.) magyarországi román politikus, zeneszerző. Andrei Mocsonyi unokaöccse anyai ágon.

## Élete

### Tanulóévei
A balkáni vlach származású foeni Mocsonyi család 1783. február 28.-án II. József magyar királytől szerzett armálist. Apja foeni Mocsonyi Mihály (1811–1890), anyja foeni Mocsonyi Katalin (1806–1878) volt. A szülei harmadfokú unokatestvérek voltak. A pesti piaristákhoz járt gimnáziumba, apja házitanítóként Atanasie Marienescut fogadta mellé. A vakációkat a családi birtokon, a bánáti Föényben töltötte. Jogi tanulmányait Pesten, Bécsben és Grazban végezte. Tudatosan készült a politikusi pályára, körutazást tett Belgiumban és Svájcban, hogy megismerje a nyugat-európai többnemzetiségű államokat.

### Aktív politikusi pályája
1865-ben Rittberg mandátumával lett országgyűlési képviselő. Felkészültsége és kiváló szónoki adottságai a huszonéves fiatalembert hamar vezérszerephez juttatták a nemzetiségi képviselők között. 1867-ben az Eötvös-féle törvényjavaslattal szembeni nemzetiségi ellenjavaslat megalkotója, amely föderatív alapon szabályozta volna a hivatalos nyelv kérdését. A magyarországi nem magyar népek sorsának kulcskérdését a nyelvi jogokban látta. Publicisztikái a Reform, a Zukunft, a prágai Politik és más lapok hasábjain jelentek meg.
1869. január 15-én megjelent programadó írásában megállapította, hogy a magyar uralkodó osztály ahelyett, hogy az ország népeinek szövetségét kereste volna, természetellenes szövetséget kötött az ausztriai német politikai osztállyal, amely a többi nép ellen irányul. A megszületett nemzetiségi törvényt a természetes jogokkal ellenkezőnek nevezte, mivel nem ismeri el a nem magyar nemzetek létét az országban.
1869. január 26-án a temesvári vigadóban megalakult Román Nemzeti Párt elnökévé választották. 1869–1872-ben Lugos, 1872-től Máriaradna választókerületét képviselte az országgyűlésben. 1874-ben lemondott képviselői mandátumáról, de pártelnöki tisztségét megtartotta.

### Utolsó évtizedei
1874-től a teleket Budapesten, az év többi részét vlajkoveci birtokán töltötte. Lassanként a magyar politikai rendszerrel szembeni passzív ellenállás hívévé vált. Pártelnökként ellenezte a Memorandum benyújtását, ezért 1890–1892-ben Vincențiu Babeș-sel együtt a Tribuna célkeresztjébe került. 1893-ban a Tribuna ellensúlyozására megalapította a temesvári Dreptateát.
Feleségül vette gyöngyösi Somogyi Ilona (1839-1915) úrnőt, az anyai nagybátyjának, foeni Mocsonyi György (1823-1887) úrnak az özvegyét.